# Valmet Automotive

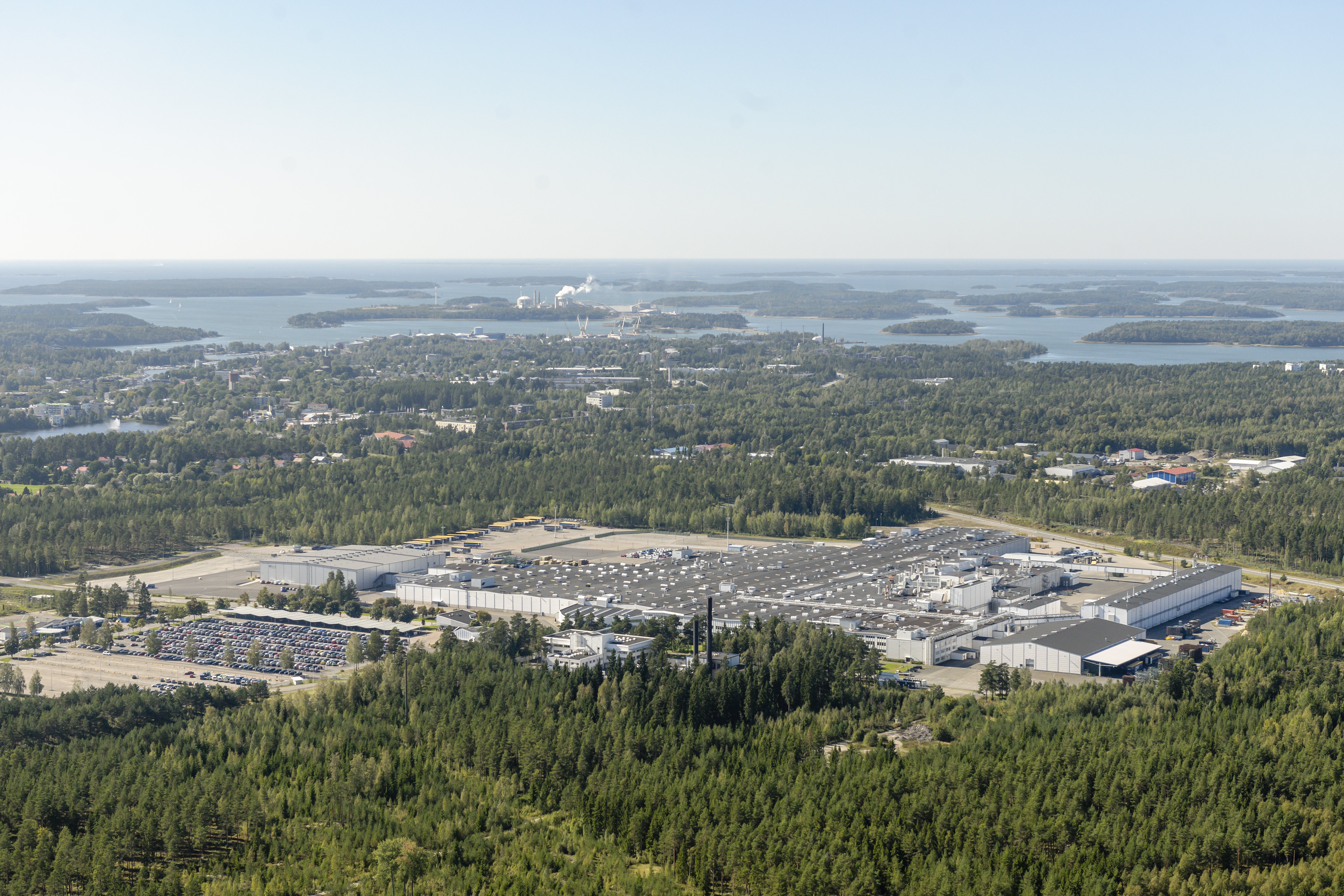
Uusikaupunki Werk 2018

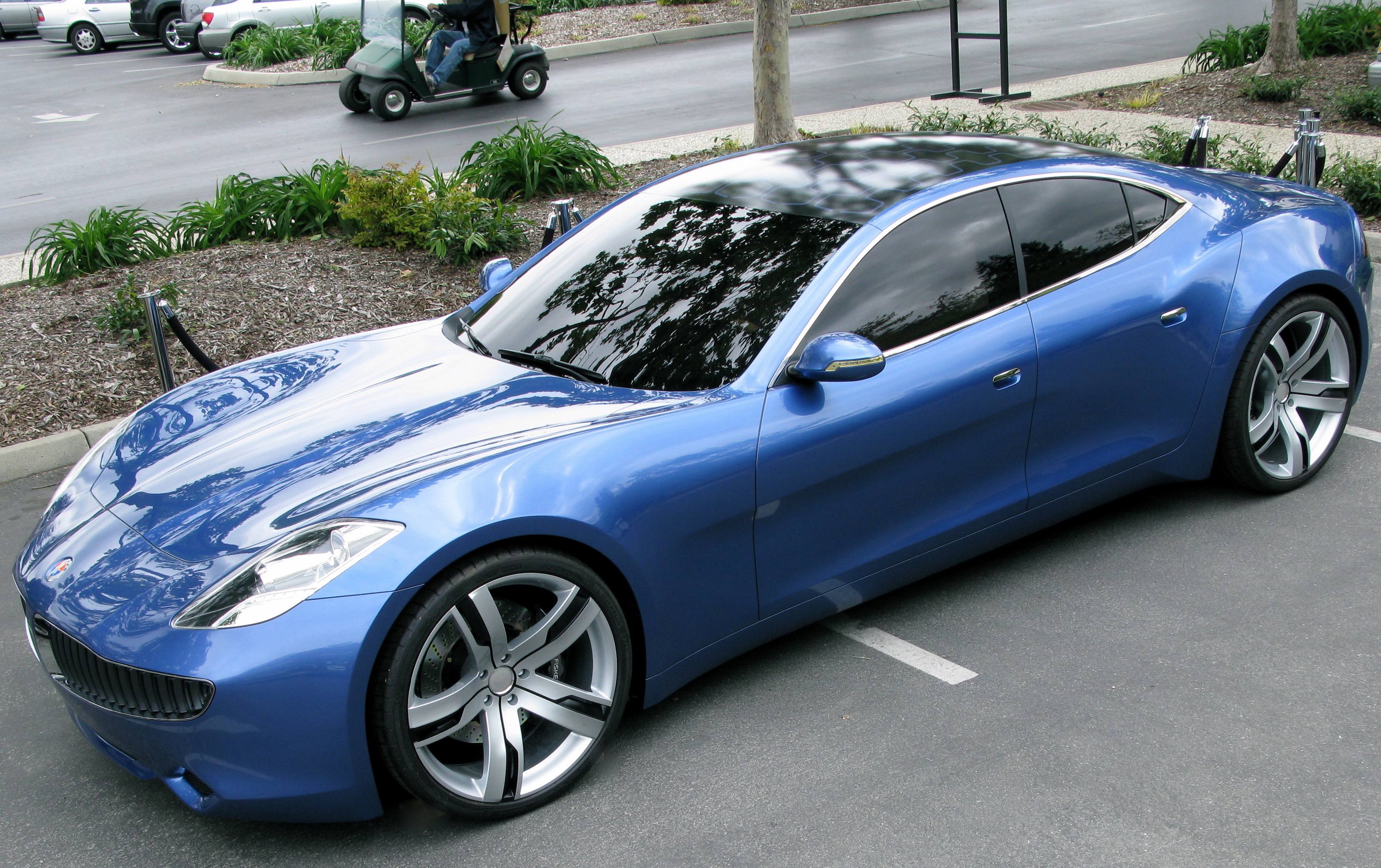
Produktionsstart bei Valmet 2011: der Fisker Karma von Fisker Automotive

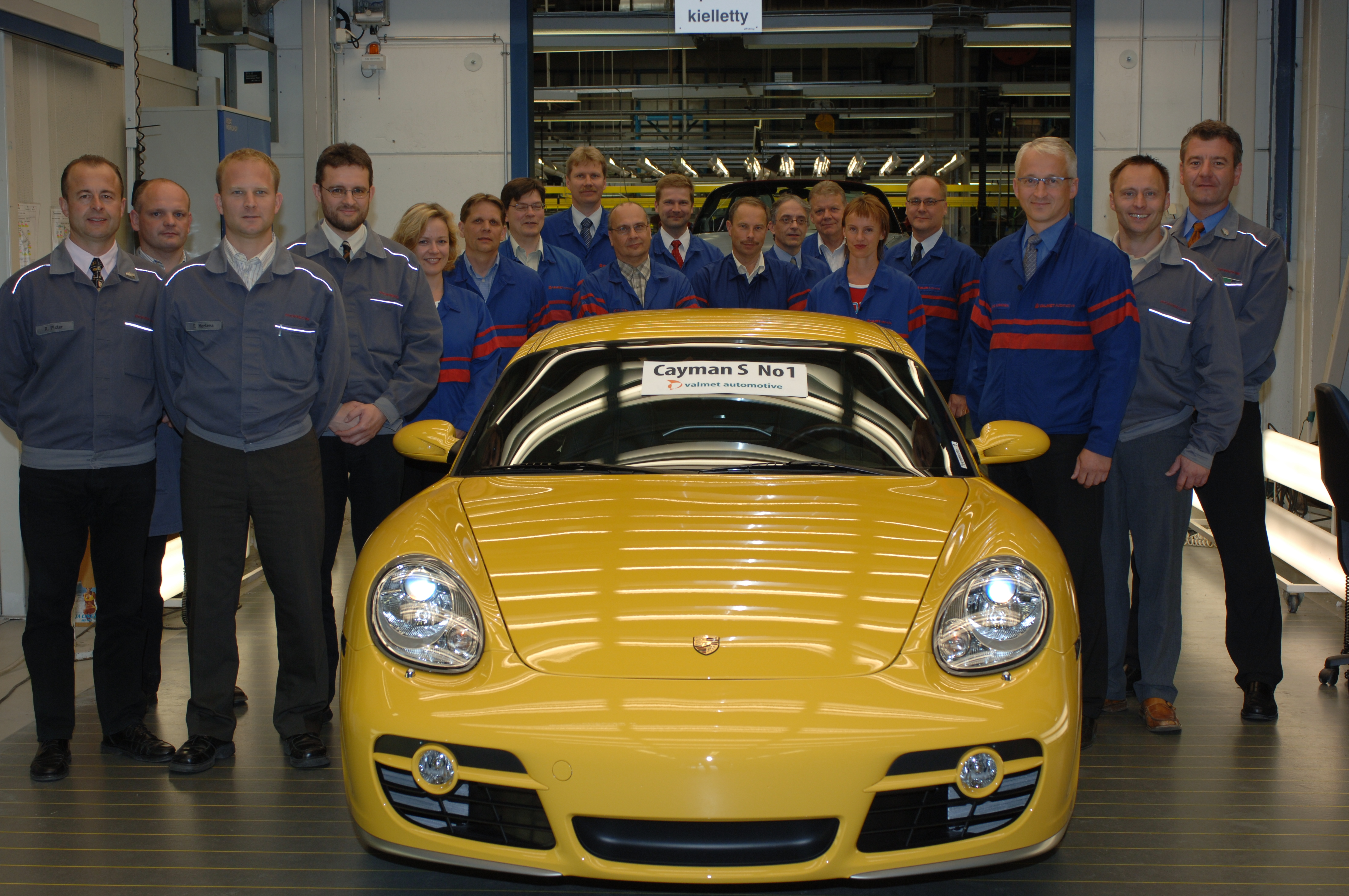
Porsche Cayman

Valmet Automotive (1968 gegründet als Saab-Valmet) ist ein finnischer Fahrzeug-Auftragsfertiger und Tier 1-Lieferant für die Entwicklung und Fertigung von Batteriesystemen sowie Tier 1-Lieferant für Dach- und kinematische Systeme.
Mit dem Verkauf seines Ingenieurgeschäfts fokussiert sich die Valmet Automotive Group auf Elektromobilität mit Entwicklung und Fertigung von Batteriemodulen sowie kompletter Batteriepacks für elektrifizierte Fahrzeuge.
Die Aktivitäten der Gruppe gliedern sich in die drei Business Lines (Geschäftsbereiche) Vehicle Contract Manufacturing, EV Systems und Roof & Kinematic Systems.
Neben dem Fahrzeugwerk in Uusikaupunki betreibt das Unternehmen Batteriewerke in Salo, Uusikaupunki und Kirchardt; ein drittes Batteriewerk in Kirchardt/Deutschland wurde im Juni 2023 in Betrieb genommen. Valmet Automotive hat Standorte in Finnland, Deutschland und Polen. Die größten Anteilseigner an der Valmet Automotive Group sind die staatliche finnische Investmentgesellschaft Tesi und die Pontos Group mit einem Anteil von je 38,46 Prozent. 23,08 Prozent werden von der chinesischen Contemporary Amperex Technology Limited (CATL) gehalten, weltweit führender Hersteller von Batteriezellen für Elektrofahrzeuge.

## Geschichte

### Fahrzeugbau
Saab-Valmet wurde 1968 als Gemeinschaftsunternehmen des finnischen Unternehmens Valmet und des schwedischen Unternehmens Saab-Scania gegründet. Das Automobilwerk befindet sich in Uusikaupunki und baute in den ersten elf Jahren ausschließlich Modelle von Saab. Seit der Gründung hat Valmet Automotive dort mehr als 1,8 Millionen Fahrzeuge produziert (Stand: Ende 2023).
Im Jahr 1992 wurde Valmet zum alleinigen Eigentümer des vormaligen Gemeinschaftsunternehmens, 1995 erfolgte die Umbenennung in Valmet Automotive. Von 1999 bis 2010 war Metso alleiniger Eigentümer, danach erwarben sowohl Finnish Industry Investment (Tesi) als auch Pontos Investments 34 % der Unternehmensanteile. Am 4. November 2010 übernahm Valmet Automotive das Dachgeschäft von Karmann in Osnabrück und Żary in Polen. Im Januar 2017 stieg CATL mit einer Minderheitsbeteiligung von 23,08 % bei Valmet Automotive ein.
Bereits im Jahr 2009 ist das Unternehmen in die Serienproduktion von Elektrofahrzeugen eingestiegen. Erste bei Valmet Automotive produzierte Fahrzeuge mit elektrischem Antrieb waren der Think City (2009) und der Fisker Karma (2011).

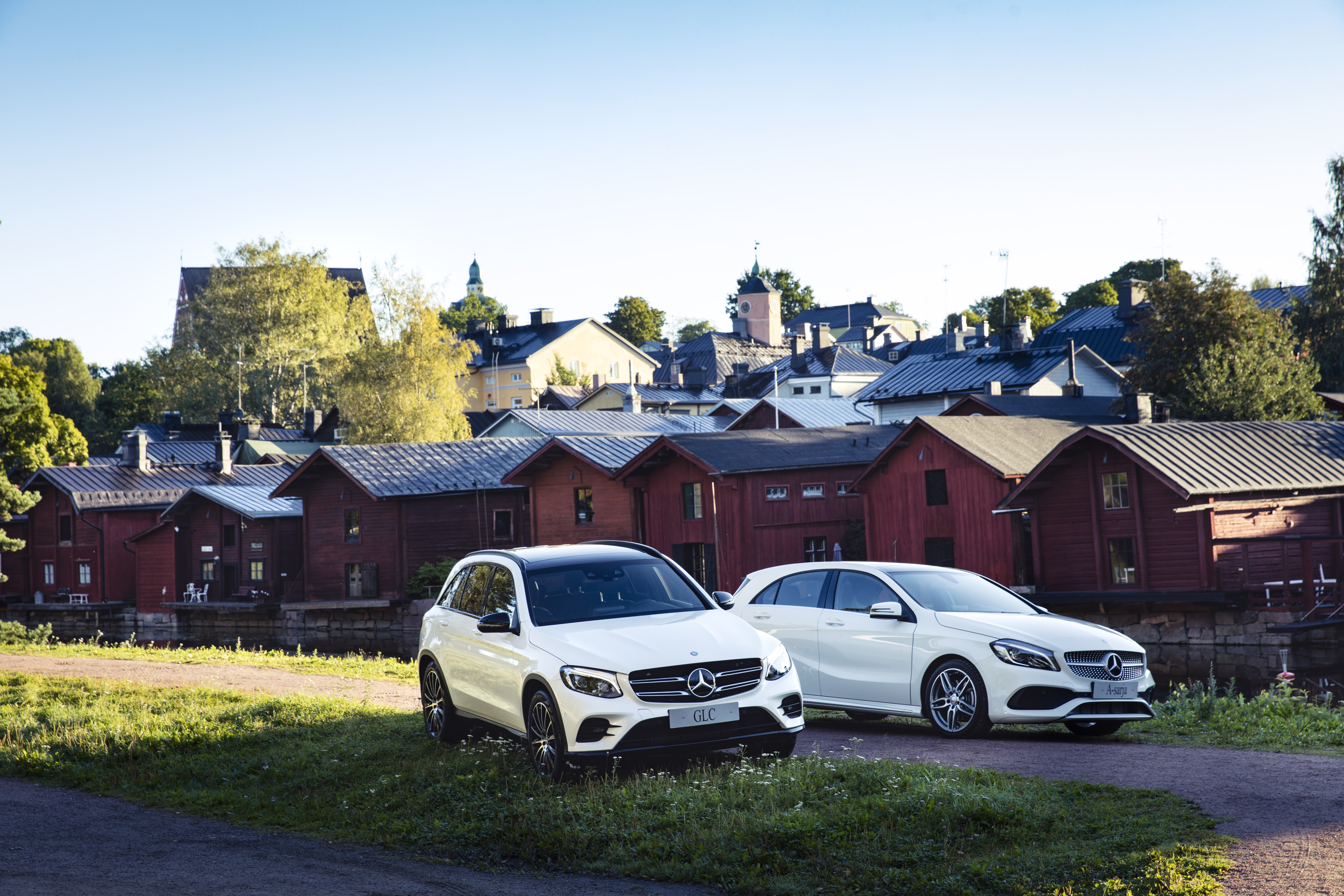
Mercedes-Benz GLC und A-Klasse

Im August 2013 startete die Produktion der Mercedes-Benz A-Klasse in Uusikaupunki. Ein Vertrag über die Produktion der Mercedes-Benz GLC-Klasse wurde im November 2015 bekannt gegeben. Die Produktionsvorbereitungen umfassten Investitionen in die Umstrukturierung des Werks und die Einstellung von rund 2000 weiteren Mitarbeitern. Die GLC-Produktion startete im Februar 2017. Im März 2017 gab Valmet Automotive den Fertigungsvertrag mit der Daimler AG für die nächste Generation der Mercedes-Benz-Kompaktwagen bekannt.

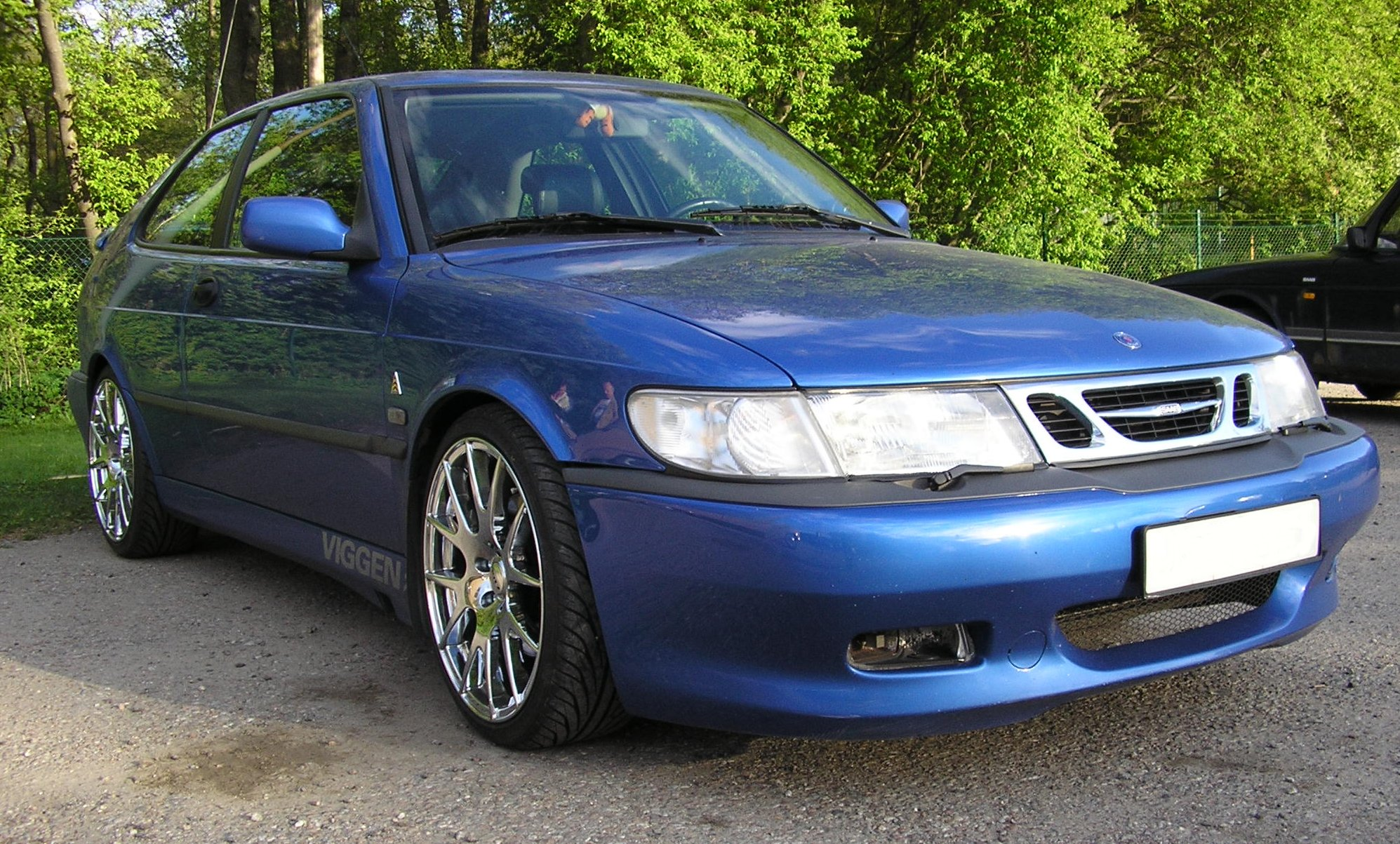
Saab 9-3 Viggen
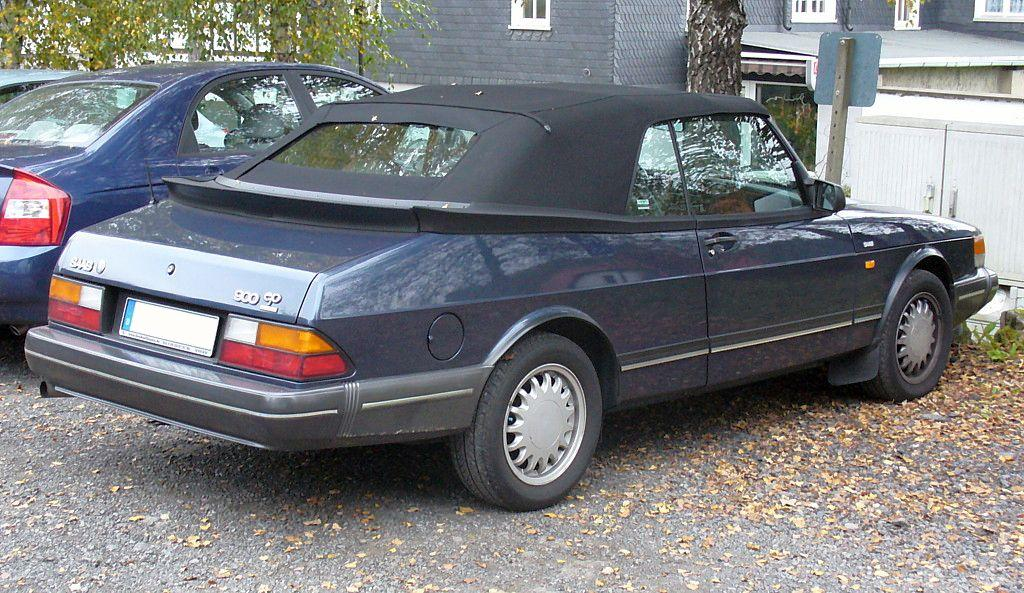
Saab 900 Cabrio (1993)
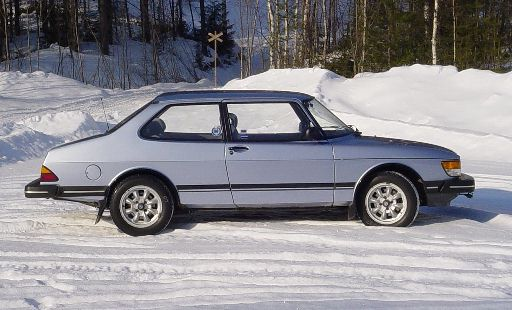
Saab 90 (1985–1986)
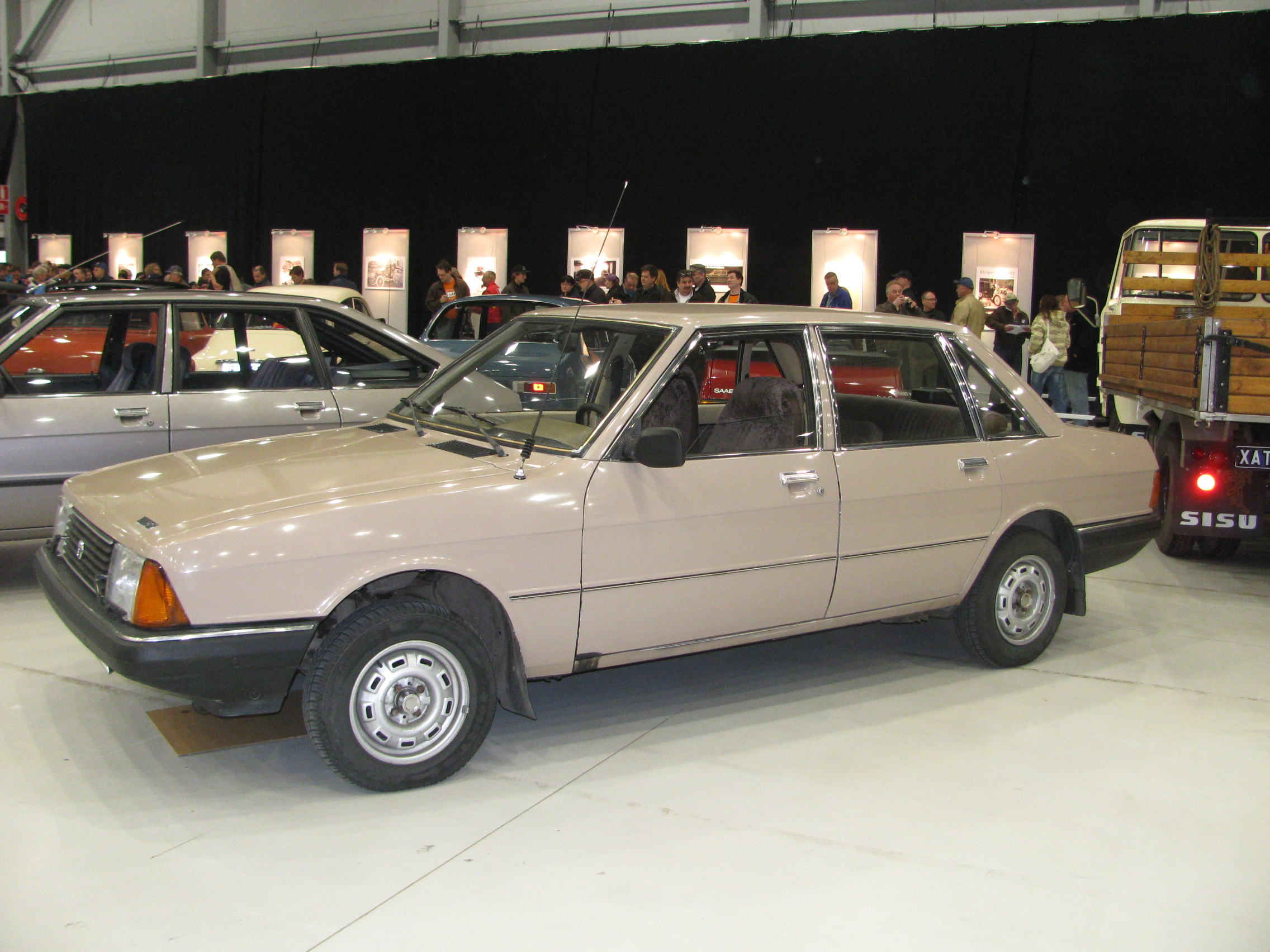
Talbot Solara (1984–1985)
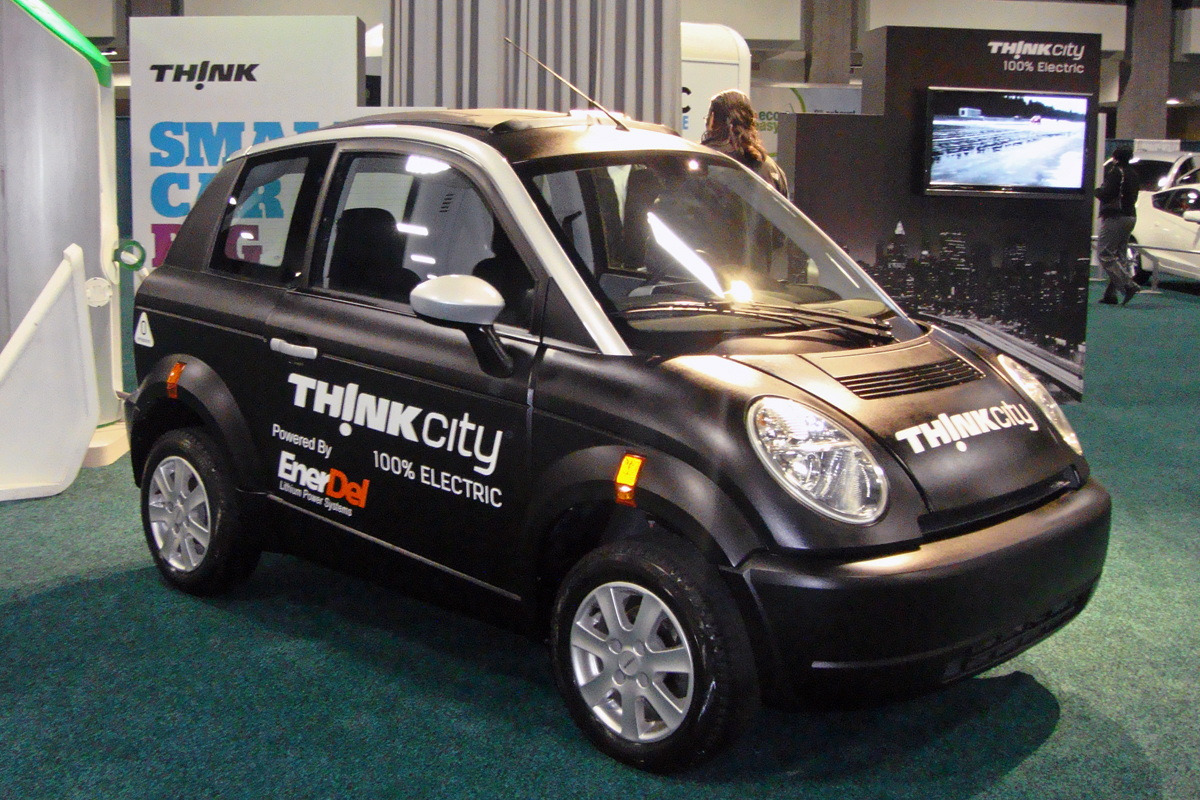
Think City (2010)
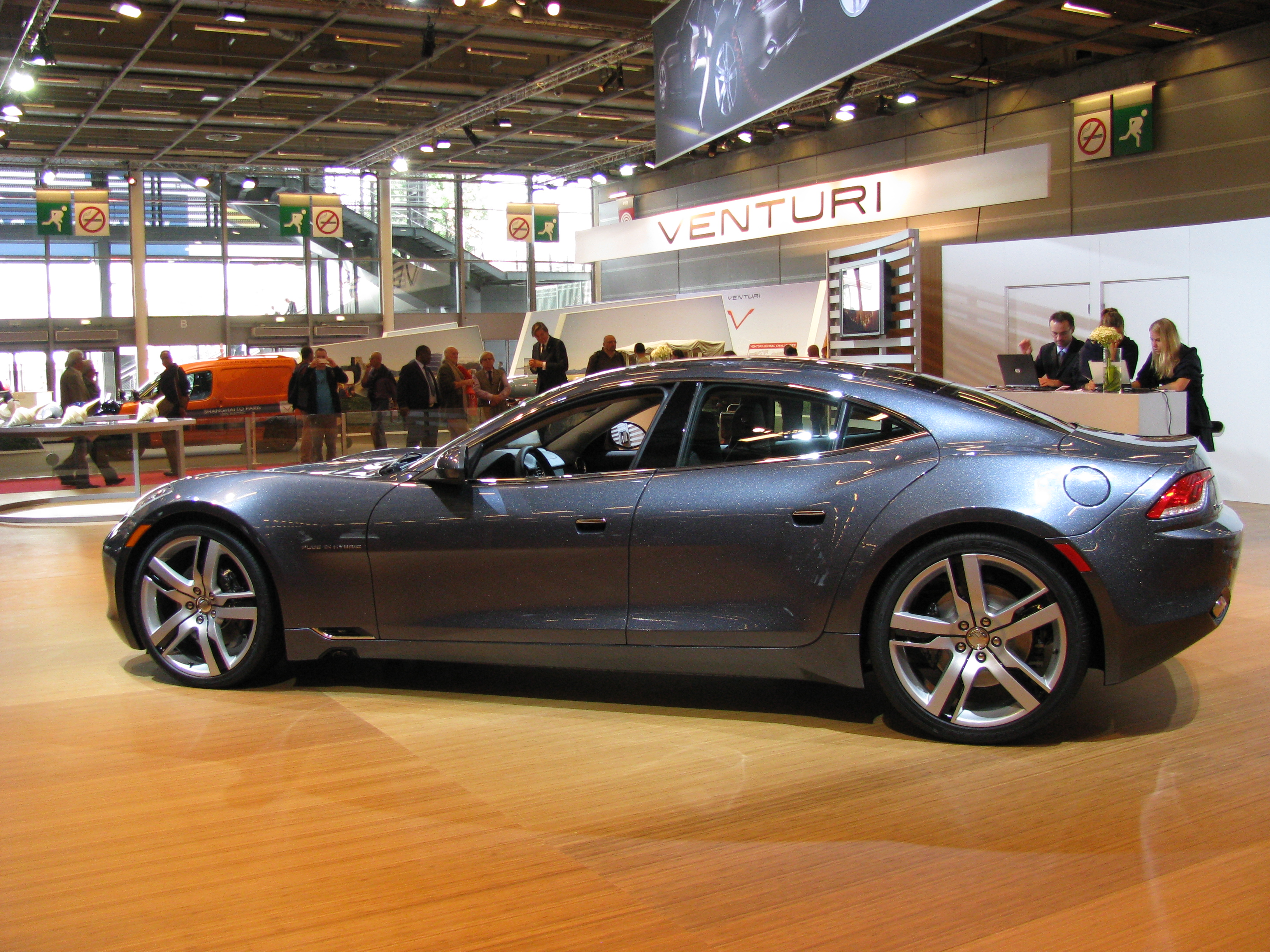
Fisker Karma (2010)

Im Juli 2021 gab Valmet Automotive bekannt, dass das Unternehmen als Produktionspartner des niederländischen Elektroautobauers Lightyear die Fertigung des Lightyear One übernehmen soll. Im Januar 2023 gab Lightyear jedoch bekannt, dass die Produktion des Lightyear 0 eingestellt wurde. Die Bemühungen sollen auf die Entwicklung des Nachfolgermodells Lightyear 2 konzentriert werden, das etwa 40.000 € kosten soll.
Ende Januar 2023 wurde die Betriebsgesellschaft Atlas Technologies für insolvent erklärt.
Am 5. April 2022 gab Sono Motors bekannt, dass mit Valmet Automotive eine verbindliche Vereinbarung über die Produktion des Modells Sion unterzeichnet wurde.
Am 24. Februar 2023 gab Sono Motors jedoch das Ende seines Sion-Programms bekannt.

### Batteriefertigung
In der Business Line EV Systems verfügt Valmet Automotive über zwei Produktionsstätten für Batteriepacks in Finnland. Das Batteriewerk in Salo startete im Jahr 2019 mit der Großserienfertigung von 48-Volt-Systemen, die Erweiterung um eine Produktion von Hochvolt-Batterien wurde im Sommer 2021 abgeschlossen. Das Batteriewerk in Uusikaupunki wurde im September 2021 eröffnet; dort werden Hochvoltbatterien für Elektrofahrzeuge gefertigt. Ein drittes Batteriewerk in Kirchardt, Deutschland, befindet sich im Bau und wird im Jahr 2022 eröffnet.[veraltet] Valmet Automotive verfügt zudem über Standorte für Batterietests und Engineering in Bad Friedrichshall, Weihenbronn, München und Turku (Finnland).

### Dachsysteme
Im Jahr 2010 hat Valmet Automotive das Dachgeschäft von Karmann übernommen und die Geschäfte an den Standorten Osnabrück und Żary (Polen) weitergeführt. Im Jahr 2016 wurde entschieden, das Geschäftsfeld kinematische Systeme zu erweitern. Dies umfasst die Entwicklung und Fertigung von Spoilersystemen zur Senkung des Kraftstoffverbrauchs und zur Reichweitenoptimierung elektrisch angetriebener Fahrzeuge. Zudem werden kinematische Lösungen für Elektrofahrzeuge wie etwa elektrische Ladeklappen angeboten. Kunden sind Mercedes-Benz, BMW, Bentley, Mini (BMW Group), McLaren Automotive und Porsche.

## Die Pkw von Valmet Automotive/Saab-Valmet
- Saab 95, 1969–1975
- Saab 96, 1969–1980
- Saab 99,[1] 1969–1984
- Saab Finlandia, 1977–1978
- Saab 900, 1978–1998
- Saab-Valmet Horizon, 1979–1985
- Talbot 1510, Talbot Solara, 1979–1985
- Saab 90, 1984–1987
- Saab 9000, 1986–1990
- Opel Calibra, 1991–1997
- Lada Samara Baltic, 1996–1998
- Porsche Boxster,[6] 1997–2010
- Saab 9-3, 1998–2003
- Porsche Cayman, 2005[6]–2011
- Garia Golf Car, seit 2009
- Think City, 2009–2011
- Fisker Karma, 2011–2012
- Mercedes-Benz A-Klasse, seit 2013[16]
- Mercedes-Benz GLC, 2017[16]–2022
- Mercedes-AMG GT 4-Türer Coupé, seit 2022

## Prototypen und Studien

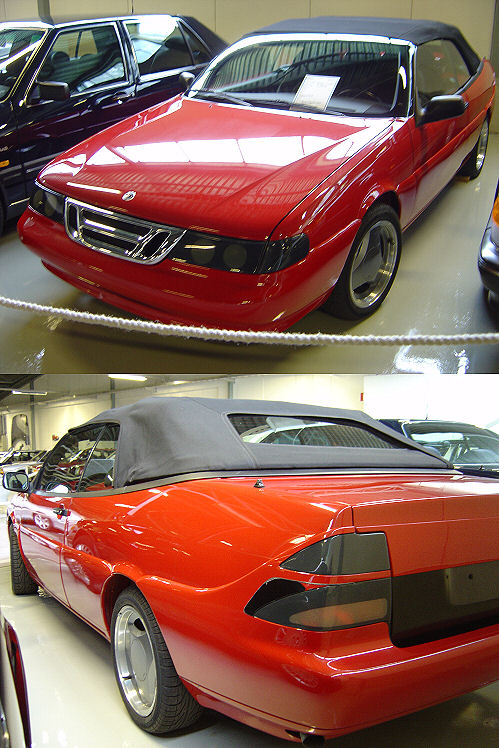
Prototyp des Saab 9000 Cabriolets

Schon zur Zeit von Saab-Valmet hat das Unternehmen Prototypen gebaut, die jedoch nicht in die Öffentlichkeit gelangten. Dies änderte sich nach der Übernahme der Saab-Geschäftsanteile: nun wurden diese Fahrzeuge, meist zum Genfer Auto-Salon, öffentlich ausgestellt. Hier die wichtigsten:
- Saab 9000 Cabriolet (1989)
- Ecobus (1994)
- Saab 900 II Coupe
- Opel Calibra Cabriolet
- Isatis auf Saab-Basis (1996)
- Boréal auf Opel-Basis (1997)
- Honda CR-V open air (1998)
- Zerone auf Porsche-Basis (1999)
- Hatric auf Volvo-Basis (2001)
- Volvo C70 Coupé Cabriolet (2002)
- Thunderbird Retractable Glass Roof (2003)
- Audi A4 Coupé Cabrio (2004)
- Audi A4 Coupé Cabrio II (2006)
- Electric concept vehicle „Eva“ (2010)